# Perrine Leblanc
Pour les articles homonymes, voir Leblanc.

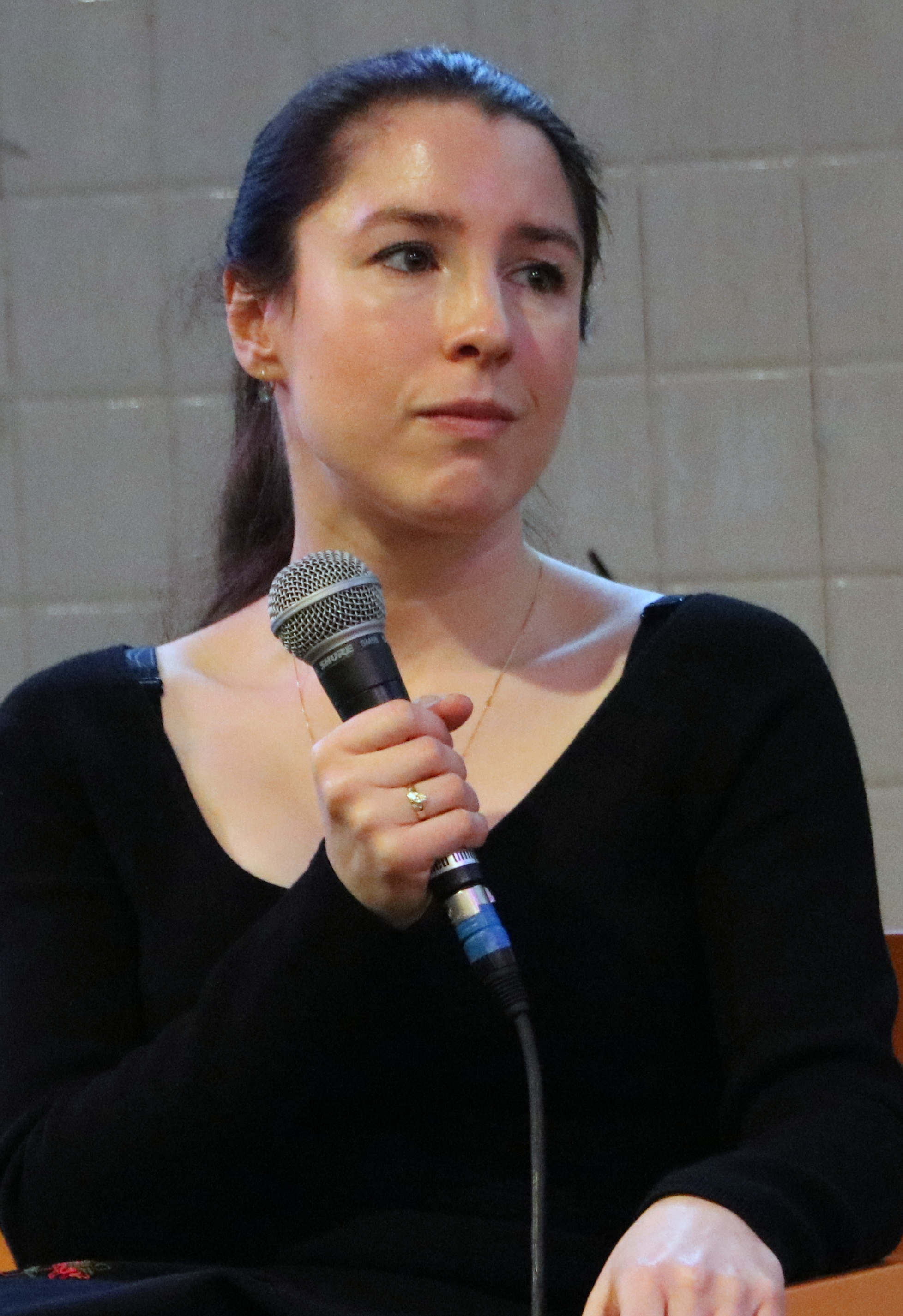
Perrine Leblanc lors du Festival Atlantide au Lieu Unique à Nantes, le 16 février 2018.

Perrine Leblanc, née en 1980 à Montréal, est une écrivaine québécoise.

## Biographie
Perrine Leblanc est diplômée en littérature de l'Université Laval et de l'Université de Montréal. En 2010, elle travaille dans le milieu de l'édition depuis trois ans lorsque paraît son premier roman L'homme blanc chez Le Quartanier.

## Carrière littéraire
À la trame serrée et au style épuré, l'action de L'homme blanc se déroule sur plus d'un demi-siècle, à travers les camps staliniens et les fosses communes de la Roumanie post-communiste,. L'auteure est lauréate du Prix littéraire du Gouverneur général du Canada, du Grand prix du livre de Montréal et du Combat des livres 2011 pour cet ouvrage,,. À l'automne 2011, elle publie dans la collection Blanche des éditions Gallimard, une nouvelle édition (première édition française) de L'homme blanc sous le titre Kolia. L’homme blanc est considéré par le comité de la revue culturelle québécoise L’Inconvénient comme l’un des « vingt meilleurs romans québécois du nouveau siècle » (2020).
Perrine Leblanc est l'auteure de Malabourg publié en février 2014. Dans la dureté de l'hiver, trois jeunes femmes ont disparu dans ce village imaginaire de Gaspésie. Entre passé et présent, l'écrivaine déroule l'histoire personnelle de ses héroïnes dans une atmosphère sensuelle et un territoire olfactif bien marqué. Elle a notamment pu développer ses connaissances olfactives en suivant une formation auprès de l’Artisan parfumeur à Paris. Malabourg est finaliste du Prix Françoise-Sagan en 2014. La même année, elle est la septième auteure invitée en résidence par le Festival AMERICA et la ville de Vincennes. En 2017, elle est auteure en résidence à la Maison des écrivains étrangers et des traducteurs (MEET) de Saint-Nazaire, en France. Elle obtient en 2017-2018 la résidence d'écriture du département de langue et littérature française de l'Université McGill.
Elle fait paraître chez Gallimard en 2022 son troisième roman, Gens du Nord, et obtient en juin 2023 le prix Artiste de l'année en Gaspésie du Conseil des Arts et des Lettres du Québec (CALQ).

## Œuvre

### Romans
- L'homme blanc, Montréal, Le Quartanier, coll. « Polygraphe », 2010 ; réédition, Montréal, Boréal, coll. « Boréal compact », 2013  (ISBN 978-2-7646-2217-9)
- Kolia, Paris, Gallimard, coll. « Blanche », 2011. (Édition française de L'homme blanc, revue et corrigée par l'auteur).
  - Kolia, traduction de David Scott Hamilton, Toronto, House of Anansi Press (Arachnide), 2013.
- Malabourg, Paris, Gallimard, coll. « Blanche », 2014 ; réédition, coll. « Folio » no 6012, 2015  (ISBN 978-2-07-046603-0)
  - The Lake, traduction de Lazer Lederhendler, Toronto, House of Anansi Press (Arachnide), 2015
- Gens du Nord, Paris, Gallimard, coll. « Blanche », 2022  (ISBN 978-2-07-292431-6)

### Récit
- Petite nature, Montréal, Marchand de feuilles, 2025  (ISBN 9782925059400)

## Prix et distinctions
- Grand prix du livre de Montréal pour L'homme blanc, 2010
- Prix littéraire du Gouverneur général du Canada pour L'Homme blanc, 2011[18]
- Lauréate du Combat des livres 2011 de Radio-Canada pour L'Homme blanc, 2011
- Sélection de L'homme blanc au Prix des libraires du Québec, 2011
- Première sélection pour L'homme blanc au Grand prix des lectrices de Elle, 2012
- Finaliste du Prix Françoise-Sagan avec Malabourg, 2014
- Sélection de Malabourg au Prix Orange du livre, 2014[19]
- Finaliste du Prix des lecteurs de Vincennes avec Malabourg, 2014[20]
- Finaliste du Prix des Cinq continents de la Francophonie pour Gens du Nord, 2022[21]
- Récipiendaire : Prix du CALQ - Artiste de l'année en Gaspésie, 2023[22]